# Joshua Kadison
Joshua Kadison (nacido el 8 de febrero de 1963, Los Ángeles, California) es un cantante, compositor y pianista estadounidense.

## Infancia
Joshua creció en los suburbios de Los Ángeles, California, es el menor de dos hermanos. Su madre era de ascendencia mexicana-nativo americana. A la edad de 12 años comenzó a tocar el piano y así mismo comenzó a escribir canciones. Después de la muerte de su madre, cuando él tenía 15 años, recibió su permiso para conducir y dejó su hogar (con la bendición de su padre) para convertirse en un trovador viajero. Más tarde él admitió que tanta ira y confusión acerca de la muerte de su madre influenció mucho en las letras de sus canciones durante este tiempo.

## Carrera profesional
Su primer disco Painted Desert Serenade ganó un disco de platino en Estados Unidos y Alemania, ganó múltiples platinos en  Australia y Nueva Zelanda".
De acuerdo con el "Libro Guinness Británico de sencillos exitosos" ambas canciones "Jessie" y "Beautiful In My Eyes" alcanzaron el Top 40 británico con Jessie permaneciendo por 15 semanas en el Top 75 británico. Con estos dos éxitos combinados, el álbum alcanzó el número 45 "Jessie" aun sigue sonando fuertemente en la radio de Reino Unido.[cita requerida]
Su segundo álbum, Delilah Blue, fue comercialmente menos exitoso. El sencillo Take It On Faith no pudo alcanzar un nivel en Mejores 100. Él tomó un libro de John Steinbeck "The Pearl" como inspiración para la canción del mismo nombre.
En 1998 publica su libro 17 Formas de comer un mango: Un Discovered diario de vida en la Isla de los Milagros.

## Vida personal
El rumor acerca de su relación con Sarah Jessica Parker es falsa y la canción "Jessie" no habla acerca de ella. Él desmintió dicho rumor en una entrevista de radio.
En 2004 Joshua admitió ser bisexual en su página web personal; así mismo comentó haber terminado recientemente con una larga relación.

## Discografía
- 1993: Painted Desert Serenade
- 1994: Premium Gold Collection
- 1995: Delilah Blue
- 1998: Saturday Night In Storyville
- 1999: Troubadour In A Timequake
- 2001: Vanishing America
- 2002: "Jessie"
- 2005: The Venice Beach Sessions - Part 1
- 2006: The Venice Beach Sessions - Part 2
- 2006: Essential
- 2008: Return Of The Dragonfly

## Libro
- 17 Formas de comer un mango: Un Discovered diario de vida en la Isla de los Milagros, Hyperion, Nueva York 1999. ISBN 0-7868-6457-5